# European MALE RPAS
A European MALE RPAS (medium-altitude, long-endurance remotely piloted air system, magyarul közepes magasságú, nagy hatótávolságú távirányítású repülőgép-rendszer), más néven EuroMALE, vagy Eurodone az európai állandó strukturált együttműködés (PESCO) keretében készülő, légi felderítésre és közeli földi támogatásra szolgáló pilóta nélküli repülőgép. A projektben négy európai ország, Németország, Franciaország, Olaszország és Spanyolország vesz részt. A fejlesztési projektet fővállalkozóként az Airbus Defence and Space cég végzi és koordinálja, mellette alvállalkozóként a francia Dassaut Aviation, az olasz Leonardo S.p.A. valamint az Airbus Defence and Space spanyolországi cége vesz részt a fejlesztésben. A repülőgép első felszállását 2025-re, a rendszer szolgálatba állítását 2028-ra tervezik.